# Герцог Тетуанский

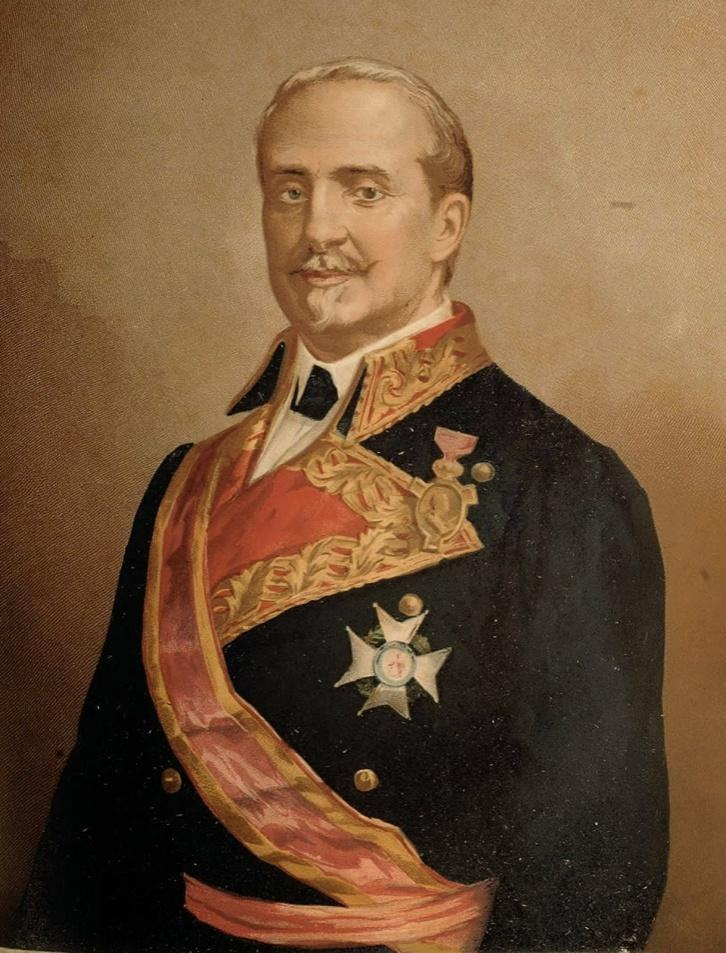
Леопольдо O’Доннелл и Хоррис, 1-й герцог де Тетуан, 1-й граф де Лусена (1809—1867)

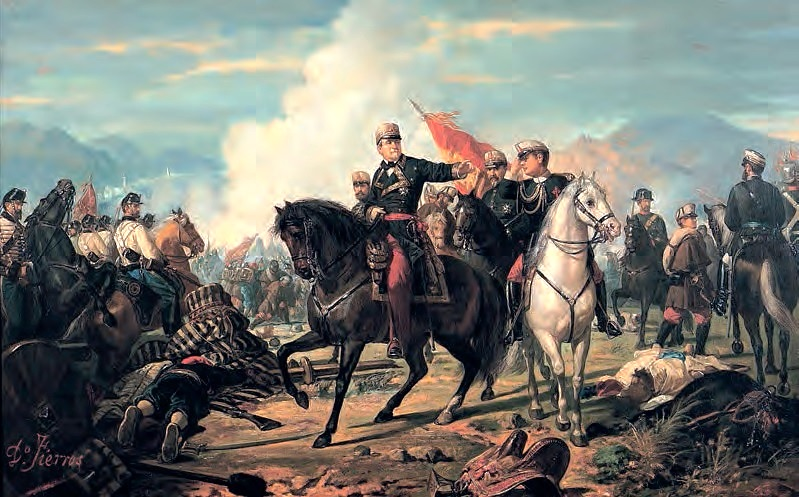
«Тетуанская битва», автор — Дионисио Фиеррос Альварес

Герцог Тетуанский (исп. Ducado de Tetuán) — наследственный дворянский титул в Испанском королевстве. Как и все испанские герцогские титулы, герцог Тетуанский являлся грандом Испании 1-го класса. Титул был создан 27 марта 1860 года королевой Изабеллой II для генерала Леопольдо О’Доннелла и Хорриса (1809—1867), носившего титулы 1-го графа Лусены и 1-го виконта Альяга. Генерал Леопольдо О’Доннелл был награжден герцогским титулом за победу в битве при Тетуане во время Испано-марокканской войне (1859—1860).

## Герцоги Тетуанские (1860 — настоящее время)
- Леопольдо О’Доннелл, 1-й герцог Тетуанский, 1-й граф де Лусена, 1-й виконт Альяга (12 января 1809 — 5 ноября 1867), сын Карлоса О’Доннелла и Анетана и Жозефы Хоррис и Касавьелла
- Карлос О’Доннелл, 2-й герцог Тетуанский, 2-й граф де Лусена, 9-й маркиз де Альтамира (1 июня 1834 — 27 января 1903[1]), сын Карлоса Марии О’Доннелла и Хориса, племянник предыдущего
- Хуан О’Доннелл, 3-й герцог Тетуанский, 3-й граф де Лусена (15 июля 1864 — 12 октября 1928), старший сын предыдущего
- Хуан О’Доннелл, 4-й герцог Тетуанский (1897—1934), старший сын предыдущего
- Бланка О’Доннелл, 5-й герцогиня Тетуанская, 4-я графиня де Лусена (1898—1952), старшая дочь 3-го герцога Тетуанского
- Леопольдо О’Доннел, 6-й герцог Тетуанский, 5-й граф де Лусена, 7-й маркиз де-Лас-Салинас (1915 — 6 октября 2004), двоюродный брат предыдущей, старший сын Леопольдо О’Доннелла и Варгаса, третьего сына 2-го герцога Тетуанского
- Уго О’Доннелл, 7-й герцог Тетуанский, 6-й граф де Лусена, 14-й маркиз де Альтамира (род. 29 сентября 1948), старший сын предыдущего
  - Карлос О’Доннелл, 15-й маркиз де Альтамира (род. 25 апреля 1974), старший сын предыдущего.